# Micropentila cherereti
Micropentila cherereti är en fjärilsart som beskrevs av Henry Stempffer och Bennett 1965. Micropentila cherereti ingår i släktet Micropentila och familjen juvelvingar. Inga underarter finns listade i Catalogue of Life.